# Европско првенство у атлетици на отвореном 1938 — 1.500 метара за мушкарце
Такмичење у трци на 1.500 метара у мушкој конкуренцији на 2. Европском првенству у атлетици 1938. одржано је 3. и 5. септембра на стадиону Коломб у Паризу.

## Земље учеснице
Учествовало је 14 такмичара из 9 земаља.
1. Белгија (1)
2. Италија (2)
3. Луксембург (1)
4. Пољска  (1)
5. Уједињено Краљевство (2)
6. Финска (2)
7. Француска (2)
8. Холандија (1)
9. Шведска (2)

## Рекорди
| Рекорди пре почетка Европског првенства 1938.     | Рекорди пре почетка Европског првенства 1938. | Рекорди пре почетка Европског првенства 1938. | Рекорди пре почетка Европског првенства 1938. | Рекорди пре почетка Европског првенства 1938. | Рекорди пре почетка Европског првенства 1938. |
| ------------------------------------------------- | --------------------------------------------- | --------------------------------------------- | --------------------------------------------- | --------------------------------------------- | --------------------------------------------- |
| Светски рекорд                                    | Џек Лавлок Нови Зеланд                        | 3:47,8                                        | Берлин Немачка                                | 6. август 1936.                               |                                               |
| Европски рекорд                                   | Миклош Сабо, Мађарска                         | 3:48,6                                        | Будимпешта Мађарска                           | 3. октобар 1937.                              |                                               |
| Рекорди Европских првенстава                      | Луиђи Бекали, Италија                         | 3:54,6                                        | Торино Италија                                | 7. септембар 1934.                            |                                               |
| Рекорди после завршетка Европског првенства 1938. |                                               |                                               |                                               |                                               |                                               |
| Рекорди Европских првенстава                      | Сидни Вудерсон Уједињено Краљевство           | 3:53,6                                        | Париз Француска                               | 18. септембар 1938.                           |                                               |

## Освајачи медаља
|                                     |                      |                      |
| Сидни Вудерсон Уједињено Краљевство | Жозеф Мостер Белгија | Луиђи Бекали Италија |

## Резултати

### Полуфинале
Такмичарке су биле подељене у 2 полуфиналне групе. У финале су се пласирале по пет првопласираних из сваке групе (КВ).
| Место | Група | Атлетичар       | Земља                | Резултат | Бел. |
| ----- | ----- | --------------- | -------------------- | -------- | ---- |
| 1.    | 1     | Жозеф Мостер    | Белгија              | 3:57,7   | КВ   |
| 2.    | 1     | Тојво Саркама   | Финска               | 3:57,8   | КВ   |
| 3.    | 1     | Сидни Вудерсон  | Уједињено Краљевство | 3:58,1   | КВ   |
| 4.    | 1     | Ингвар Хаглунд  | Шведска              | 3:59,5   | КВ   |
| 5.    | 2     | Луиђи Бекали    | Италија              | 4:02,0   | КВ   |
| 6.    | 2     | Нило Хартика    | Финска               | 4:02,3   | КВ   |
| 7.    | 2     | Џим Олфорд      | Уједињено Краљевство | 4:02.5   | КВ   |
| 8.    | 2     | Пјер Лештнам    | Француска            | 4:03.1   | КВ   |
| 9.    | 2     | Јан Станишевски | Пољска               | 4:03,6   | КВ   |
| 10.   | 1     | Роберт Гоа      | Француска            | 4:09.0   | КВ   |
| 11.   | 1     | Ренцо Циполиi   | Италија              | 4:11.0   |      |
| 12.   | 2     | Жан Делож       | Луксембург           | 4:12.1   |      |
| 13.   | 1     | Фриц де Рајтер  | Холандија            | РН       |      |
| -     | 2     | Оке Јансон      | Шведска              | НЗ       |      |

### Финале
| Пласман | Такмичар        | Држава               | Време  | Белешке |
| ------- | --------------- | -------------------- | ------ | ------- |
|         | Сидни Вудерсон  | Уједињено Краљевство | 3:53,6 | РЕП     |
|         | Жозеф Мостер    | Белгија              | 3:54.5 |         |
|         | Луиђи Бекали    | Италија              | 3:55,2 |         |
| 4.      | Нило Хартика    | Финска               | 3:56.5 |         |
| 5.      | Тојво Саркама   | Финска               | 3:56.7 |         |
| 6.      | Јан Станишевски | Пољска               | 3:58.4 |         |
| 7.      | Џим Олфорд      | Уједињено Краљевство | 4:03.0 |         |
| 8.      | Ингвар Хаглунд  | Шведска              | 4:08.2 |         |
| 9.      | Роберт Гоа      | Француска            | 4:10.0 |         |
| 10      | Пјер Лештнам    | Француска            | НЗ     |         |

## Укупни биланс медаља у трци на 200 метара за мушкарце после 2. Европског првенства 1934—1938.
|    | Земља                | Злато | Сребро | Бронза | Укупно |
| -- | -------------------- | ----- | ------ | ------ | ------ |
| 1. | Италија              | 1     | 0      | 1      | 2      |
| 2. | Уједињено Краљевство | 1     | 0      | 0      | 1      |
| 3. | Белгија              | 0     | 1      | 0      | 1      |
| 3. | Мађарска             | 0     | 1      | 0      | 1      |
| 5. | Француска            | 0     | 0      | 1      | 1      |
|    | Укупно {5}           | 2     | 2      | 2      | 6      |

|    | Атлетичар    | Земља   | Злато | Сребро | Бронза | Укупно |
| -- | ------------ | ------- | ----- | ------ | ------ | ------ |
| 1. | Луиђи Бекали | Италија | 1     | 0      | 1      | 2      |